# Rue Naniot
La rue Naniot est une rue ancienne de la ville de Liège (Belgique) située dans les quartiers de Sainte-Marguerite et de Sainte-Walburge.

## Odonymie
Naniot est un diminutif de nain, provenant vraisemblablement d'un patronyme.

## Histoire
Cette rue est ancienne mais l'époque de sa création n'est pas connue. À l'origine, elle partait de la rive gauche de la Légia (actuellement la rue de Hesbaye) pour rejoindre les hauteurs de la rue Xhovémont.

## Description
Cette longue voie à forte déclivité (passage à 10%) et pavée dans sa partie inférieure mesure approximativement 1 210 m et compte environ 300 immeubles d'habitation. 
La rue applique plusieurs sens de circulation automobile suivant la section : elle applique un sens unique de circulation dans le sens de la descente entre la rue Joseph Henrion et la rue de Hesbaye, un sens unique de circulation dans le sens de la montée entre la rue Joseph Henrion et les boulevards Léon Philippet et Jean-Théodore Radoux et un double sens entre ces boulevards et la rue Sergent Merx. 
La partie haute de la rue jouxte le terril Sainte-Barbe et Tonne.

## Architecture
La maison la plus ancienne de la rue se situe au no 100. Elle est placée un peu en retrait de la chaussée. Datée de 1636 et bâtie dans le style mosan, elle compte six travées et trois niveaux (deux étages).
Dans les années 1930, la société coopérative La Maison liégeoise a fait construire dans le quartier des séquences de maisons de style cottage dans le cadre d'une cité-jardin. Ces immeubles se situent des nos 111 à 157, 132 à 152 et 260 à 282 mais aussi le long des rues voisines.

## Voies adjacentes
- Rue de Hesbaye
- Rue Counotte
- Rue Lemille
- Rue Joseph Henrion
- Rue des Œillets
- Rue Julien Lahaut
- Rue des Lys
- Boulevard Jean-Théodore Radoux
- Boulevard Léon Philippet
- Rue Molinvaux
- Rue Commandant Naessens
- Rue Sergent Merx